# Lespezea
Lespezea románul: Lespezea, falu Romániában, Erdélyben, Fehér megyében.  Közigazgatásilag Aranyosfő községhez tartozik.

## Fekvése
Aranyosfő mellett fekvő település.

## Története
Lespezea korábban Aranyosfő része volt. 1956-ban vált külön településsé 240 lakossal.
1966-ban 240, 1977-ben 180, 1992-ben 119 román lakosa volt. A 2002-es népszámláláskor 103 lakosából 102 román, 1 magyar volt.